# 공화력 8년 헌법

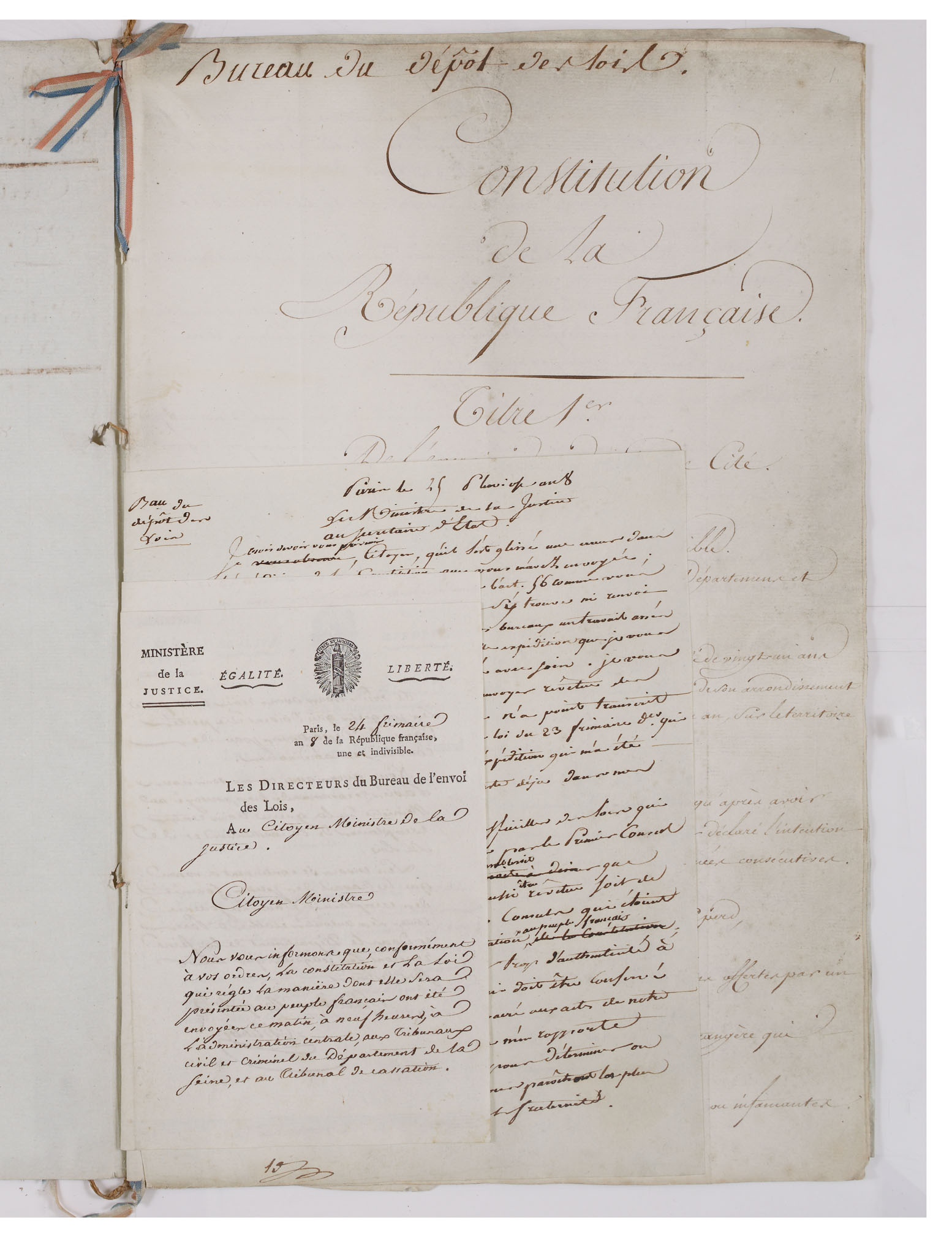
공화력 8년 헌법

공화력 8년 헌법(Constitution de l' an VIII)는 1799년에 프랑스에서 제정된 헌법이다. 1799년 프랑스 헌법 등으로도 불린다. 나폴레옹을 제일통령으로 통령 정부(Consulat) 프레임 워크를 규정했다.

## 개요
공화력 3년 헌법(1795년 프랑스 헌법)에 의해 규정된 총재 정부가 나폴레옹의 안개달 18일 쿠데타에 의해 전복되면서 이어 출범한 임시 정부에 의해 《공화력 8년 헌법》(1799년 프랑스 헌법)이 결정되었다. 입법부는 "호민원(Tribunate, 100명)" "입법원(Core Legislatif, 300명)", 원로원(Senate, 31명)의 삼원제로 구성되었지만, 입법부의 권한은 1795년부터 감소하여, 3명의 통령, 특히 제일통령으로 나폴레옹에 의해 운영되는 행정부의 권력 집중이 진행되었다. 지금까지 헌법과 다른 권리 선언 (인권 선언)이 명시되지 않았다.

## 같이 보기
- 통령정부
- 1791년 프랑스 헌법
- 1793년 프랑스 헌법
- 공화력 3년 헌법(1795년 프랑스 헌법)